# Vosseberg
Vosseberg is een gehucht in de gemeente Stadskanaal in de provincie Groningen. Het ligt aan de weg van Mussel naar Onstwedde tussen de Mussel-Aa en het Mussel-Aa-kanaal.
Het gehucht ontstond vanaf 1854 als een van de plekken waar de gronden werden ontgonnen die vrijkwamen bij de markeverdeling van Onstwedde vanaf 1826.
Dorpen:
Alteveer (deels) · Ceresdorp · Kopstukken · Mussel · Musselkanaal · Onstwedde · Smeerling · Stadskanaal

Gehuchten: Barlage · Blekslage · Braamberg · Höchte · Horsten · Sterenborg · Ter Wupping · Vledderhuizen · Vledderveen · Vosseberg

Buurtschappen: Höfte · Holte · Oomsberg · Tange · Ter Maarsch · Veenhuizen · Wessinghuizen

Kanalen: Stadskanaal · Musselkanaal · Mussel-Aa-kanaal      Bos: Dr. Hommesbos

Groningen: Steden en dorpen      Nederland: Provincies · Gemeenten